# Курмыш (приток Мезени)
Курмыш — река в России, течёт по территории Удорского района Республики Коми и Лешуконского района Архангельской области. Правый приток реки Мезень.
Длина реки составляет 67 км.
Образуется слиянием рек Веськыд-Курмыш и Шуйга-Курмыш. Впадает в Мезень на высоте 68 м над уровнем моря.

## Данные водного реестра
По данным государственного водного реестра России относится к Двинско-Печорскому бассейновому округу, водохозяйственный участок реки — Мезень от истока до водомерного поста у деревни Малонисогорская. Речной бассейн реки — Мезень.
Код объекта в государственном водном реестре — 03030000112103000044541.